# Vlag van Hooglanderveen

De vlag van Hooglanderveen

De vlag van Hooglanderveen werd in 27 juni 2009 door het Nederlandse dorp Hooglanderveen in gebruik genomen. De vlag bestaat uit vier blokken in geel en blauw, die staan voor de zon en het water, de basis voor groei. Toevallig ook de kleuren van de voetbalvereniging Hooglanderveen. In het kwadrant linksboven is een rood kruis op een wit vlak geplaatst verwijzend naar het wapen van Amersfoort. Over het midden loopt een oranje golf, deze kleur staat voor het oranje van Nederland en de golf voor de Malewetering die in Hooglanderveen zijn oorsprong vindt en erg belangrijk was en is voor de waterstand in de omgeving. Het ontwerp van de vlag is van Dirk-Joost van Hamersveld en op initiatief van hem en Andy van de Vlasakker gemaakt.
Abcoude
· Achterveld
· Austerlitz
· Haarzuilens
· Hoogland
· Hooglanderveen
· Lage Vuursche
· Meerkerk
· Vinkeveen
· Waverveen
· Zegveld
· Zijderveld
· Zuilen